# ハッピーボイス・キラー
『ハッピーボイス・キラー』（The Voices ）は、2014年のアメリカ合衆国のホラーサスペンスコメディ映画である。

## 概要
イラン出身で、現在はフランスの漫画家として活動し、『チキンとプラム 〜あるバイオリン弾き、最後の夢〜』などの監督として知られる女流監督マルジャン・サトラピが全編英語で製作した本作。精神的な病を抱え、他人には聞こえない「声」に翻弄されながら殺人を繰り返す孤独な男の運命を、明るくポップに描いている。二匹のペットと暮らす孤独な青年を『グリーン・ランタン』などのライアン・レイノルズが演じている。また、それ以外にも『ピッチ・パーフェクト』のアナ・ケンドリック、イギリス出身のジェマ・アータートン、そして主人公の精神科医役で『アニマル・キングダム』などでアカデミー助演女優賞にノミネート経験もあるオーストラリア出身のジャッキー・ウィーヴァーらが脇を固めている。精神病を患う主人公の妄想を描く描写を明るくポップに描いており、セット等も凝った作りにした異色のコメディ作品となっている。かつ舞台はアメリカだが、撮影は全編ドイツで行われた。また、レイノルズは、主役の他に幻想で聞こえる声も担当している。

## あらすじ
アメリカの片田舎、ミルトンに住む孤独な青年ジェリー（ライアン・レイノルズ）。地元の工場で働き、犬と猫それぞれ1匹ずつのペットたちと平凡な生活を送っているのだが、そんなジェリーにはある秘密があった。他の人には誰にも聞こえない「声」が聞こえるのだ。精神的な病からくるもので、精神科医のウォーレン博士（ジャッキー・ウィーヴァー）から薬を処方されるも、ほとんど服用せずにペットと会話する異様な日々を送っていた。ある日、工場の社長から年に一度のパーティーをすると告げられ、ジェリーも新人の要員としてパーティーの仕切り係に抜擢される。片思いの経理係フィオナ（ジェマ・アータートン）も仕切り係だったことに心躍らせたジェリーは犬と猫の声に諭されながらフィオナに猛アタック。若干ジェリーに心を寄せるフィオナの同僚リサ（アナ・ケンドリック）をもそっちのけの勢いで中華料理デートに誘うも、見事にすっぽかされてしまう。がっかりするのもつかの間、運よくフィオナを家に送ることになったジェリーだが、彼女を乗せた車の道中、ふとしたことでフィオナを刺し殺してしまう。慌てふためいたジェリーは隠蔽のため、フィオナの死体を家に持ち帰り、切り刻んだ上、生首を冷蔵庫にしまいこんだ。次第に生首になったフィオナもしゃべり始め、ジェリーは正気を失っていく。

## キャスト
※括弧内は日本語吹替
- ジェリー / ボスコ（犬、声） / Mr.ウィスカーズ（猫、声） / 鹿（声） / バニー・モンキー（声） - ライアン・レイノルズ（松本保典）
- フィオナ - ジェマ・アータートン（本田貴子）
- リサ - アナ・ケンドリック（小林沙苗）
- ウォーレン博士 - ジャッキー・ウィーヴァー（宮沢きよこ）
- アリソン - エラ・スミス（英語版）
- デニス・コワルスキー - ポール・チャヒディ
- ウェインバッカー保安官 - スタンリー・タウンゼント（英語版）
- ジョン - アディ・シャンカル（英語版）
- デイヴ - サム・スプルエル（英語版）
- ジェリーの母 - ヴァレリー・コッホ
- ジェリーの継父 - ポール・ブライトウェル（英語版）
- ジェリー（12歳） - ガリヴァー・マグラス

## スタッフ
- 監督 - マルジャン・サトラピ
- 脚本 - マイケル・R・ペリー
- 製作 - マシュー・ローズ、アディ・シャンカル（英語版）、ロイ・リー、スペンサー・シルナ
- 音楽 - オリヴィエ・ベルネ
- 撮影 - マキシム・アレクサンドル
- 編集 - ステファヌ・ローシュ